# Dobai István (költő)
Dobai István (Székelyudvarhely, 1899. január 22. – Vargyas, 1938. szeptember 4.) magyar költő és népművelő.

## Életútja
Középiskolai tanulmányait szülővárosában, Székelykeresztúron s a kolozsvári tanítóképzőben végezte, majd Kolozsvárt az unitárius teológiával egyidejűleg az egyetem bölcsészeti karának volt hallgatója.  Messiásod című verskötetével (Kolozsvár, 1922) tűnt fel, Balázs Ferenc oldalán részt vett a Tizenegyek antológiája úttörő irodalmi szervezkedésében. Meséi és versei gyakran jelentek meg a Cimbora hasábjain. Mint vargyasi lelkész (1930–38) az egész Erdővidéken megbecsült népművelő és szövetkezeti munkásságot fejtett ki.